# Telecomunicazioni in Estonia
La legge nazionale sulle telecomunicazioni, nel secondo periodo di indipendenza estone, garantisce il monopolio delle linee fisse internazionali e locali alla Eesti Telecom.
Nel processo di privatizzazione, una concessione era garantita per la liberalizzazione della telefonia mobile, TV via cavo. Questa concessione era necessaria allo sviluppo del competitività del mercato. Tre operatori di telefonia mobile, ottenuta la licenza, hanno incoraggiato uno dei più alti tassi di penetrazione del mercato. La licenze per le Tv via cavo hanno garantito a livello locale, a finché erano un monopolio, operatori pirati sono proliferati all'interno delle città negli anni novanta.
La diffusione di Internet è sbocciata. All'inizio con i collegamenti satellitari e linee in fibra ottica a noleggio, posizionate sotto il mare, l'Estonia era collegata al resto del mondo. La concessione per i pacchetti di comunicazione, forse per contrastare il limite alla comunicazione, ha creato le condizioni nelle quali Skype è stata originariamente creata.
Con una popolazione di 1,3 milioni di abitanti, l'Estonia ha circa 1,7 milioni di telefoni cellulari, 0,5 milioni di telefoni fissi, 0,8 milioni di utenti Internet (dati del 2006).